# Desenchufado
Desenchufado es el décimo álbum de estudio del cantautor argentino León Gieco. Fue lanzado en el año 1994 por el sello EMI y producido por Daniel Goldberg. El título del disco intentaba explotar la tendencia mundial impuesta por la MTV con su show Unplugged, en el que se invitaba a artistas consagrados a ofrecer shows televisivos completamente acústicos. Originado en 1989, desde 1993 el formato fue replicado por la señal MTV Latino congregando a varios de los principales músicos argentinos como Los Fabulosos Cadillacs, Charly García, Soda Stereo, Luis Alberto Spinetta o Illya Kuryaki and the Valderramas. Pero en este caso no se trató de un proyecto de MTV, sino una iniciativa propia de Gieco. El disco contiene una re-make de varios clásicos de Gieco, entre ellos “El fantasma de Canterville”, compuesto por Charly García para el proyecto PorSuiGieco, además de una nueva canción llamada "Como un tren" (la letra es de Gieco, mientras que la música es de Gurevich). La presentación de este disco en la Capital fue recién a fines de 1995, con Nito Mestre, Rodolfo García, Oscar Moro y los ex Oveja Negra como invitados.

## Grabación
El disco fue grabado en 1994 por Emi Odeón Argentina en Los Ángeles (Estados Unidos), y en él intervienen, además de Gieco, músicos de sesión americanos, varios de los cuales integraban la banda de James Taylor. Fueron contratados: Michael Landau en guitarra, Carlos Vega en batería, Leland Sklar -bajista de Phil Collins entre otros-, Juke Logan -que grabó con Ry Cooder-, en armónica y David Lindley -que también grabó con Ry Cooder-, en slide guitar. Las fotos de portada y alguna del interior corresponden a Salinas Grandes, Jujuy (Argentina) y en ellas, un paisaje desértico y blanco, vemos a Gieco, vestido de negro y con zapatillas deportivas, correr en este paisaje. En el interior, se enumeran distintos sinónimos de DESENCHUFADO (Desconectado, inconexionado, desligado, desenlazado, desunido, desatado, desenganchado….etc) y un corto texto de León Gieco.

El trabajar en este disco acústico de viejas canciones me trajo un regalo inesperado: el recuerdo de lo que sentí al componerlas. El indescriptible estado de ansia de la inspiración, la felicidad cuando la canción va tomando forma, el éxtasis cuando pasa de mí a la gente, la gente que sostiene mis sueños, la gente que no debiera abandonar sus propios sueños.
Nota de León Gieco incluida en el folleto del álbum.

## Lista de canciones
Todas las canciones escritas y compuestas por León Gieco, excepto donde se indica. 
| N.º   | Título                                       | Duración |  |
| 1.    | «Semillas del corazón» (León Gieco/Gabriela) | 2:48     |  |
| 2.    | «El fantasma de Canterville» (Charly García) | 2:47     |  |
| 3.    | «Desde tu corazón»                           | 3:07     |  |
| 4.    | «Los chacareros de dragones»                 | 2:45     |  |
| 5.    | «La Navidad de Luis»                         | 3:09     |  |
| 6.    | «Pensar en nada»                             | 5:05     |  |
| 7.    | «Soy un pobre agujero»                       | 2:59     |  |
| 8.    | «Viejo solo y borracho»                      | 3:20     |  |
| 9.    | «Tema de los mosquitos»                      | 3:36     |  |
| 10.   | «En el país de la libertad»                  | 3:15     |  |
| 11.   | «La cultura es la sonrisa»                   | 2:58     |  |
| 12.   | «Solo le pido a Dios»                        | 4:05     |  |
| 13.   | «Como un tren» (León Gieco/Luis Gurevich)    | 4:17     |  |
| 44:39 |                                              |          |  |

## Personal
- León Gieco: voz, guitarras, charango, armónica y coros.
- Luis Gurevich: piano.
- Leland Sklar: bajo acústico.
- Walter Ríos: bandoneón.
- Freebo: bajo acústico y tuba.
- Luis Conte: pandereta, mosca, tumbas, shereke, timbao, triángulo y brazalete hindú.
- Carlos Vega: batería.
- Daniel Goldberg: guitarra y armonio.
- Michael Landau: guitarras.
- David Lindley: mandolina, lap slide, violín y bouzouki.
- Doug Legacy: acordeón.
- Juke Logan: armónica.
- Bill Gable: chelo.
- Craig Dorge: piano.

## Ficha técnica
- Es una producción EMI ODEON Argentina.
- Dirigida y realizada por: Daniel Goldberg.
- A&R EMI: Rolando Hernández y Hugo Casas.
- Grabado en: Bill Schnees Studios y Roman Foods Studios, Los Ángeles (Estados Unidos).
- Grabación adicional: Estudios ION (Buenos Aires, Argentina) por Jorge Da Silva.
- Mezclado en: The Empire, Los Ángeles (Estados Unidos).
- Grabación y mezcla: Mike C. Ross.
- Asistentes: John Smith, John Dickinson.
- Fotos: Liza Gieco (locación: Salinas Grandes, Jujuy).
- Fotos Collage: León Gieco.
- Diseño: Estudio Massa.